# Elena Gropoșilă
Elena Roxana Gropoșilă (născută Năpar, n. 25 ianuarie 1977, București, România) este o fostă handbalistă și actuală antrenoare de handbal. Gropoșilă, care a evoluat pe postul de centru, a făcut parte din echipa națională a României care s-a clasat pe locul al șaptelea la Jocurile Olimpice de vară din 2000, de la Sydney. Transferată în Franța, și-a continuat acolo cariera de jucătoare și a devenit apoi antrenoare.

## Biografie
Elena Năpar a început să joace handbal la Clubul Sportiv Școlar 2 București și a fost selecționată curând în echipele de junioare și de tineret ale României. A luat parte la Campionatul European pentru junioare din 1994 (locul 4), la cel pentru tineret din 1996 (locul 6) și la Campionatul Mondial pentru tineret din 1997, unde a obținut medalia de bronz. În anul 2000 a fost convocată la naționala de senioare a României și a participat la jocurile de pregătire în vederea olimpiadei de vară, precum și la turneul olimpic final. În total, handbalista a jucat pentru echipa României în 10 partide, în care a înscris 12 goluri.
La nivel de club, Elena Năpar-Gropoșilă a jucat la CS Rapid București, echipă cu care a câștigat Cupa Orașelor în anul 2000.
În 2001, handbalista s-a transferat în Franța, la Cercle Dijon Bourgogne, iar foarte rapid a devenit căpitanul echipei și una din cele mai bune marcatoare. Cu această echipă s-a clasat de două ori pe locul al treilea în campionatul francez și a ajuns de mai multe ori în finalele Cupei Franței și Cupei Ligii Franceze de Handbal. În ediția 2006-07 a Cupei Challenge, Dijon a fost eliminată în sferturile de finală de HCM Roman.
În 2007, handbalista a pus punct carierei de handbalistă, iar în luna noiembrie a devenit antrenorul secund al echipei, după ce și-a prelungit contractul la Dijon cu doi ani. Din anul 2009, după plecarea lui Pierre Terzi, Gropoșilă a fost numită antrenor principal. A rămas în acest post până în iulie 2012, când Christophe Maréchal a fost numit antrenor principal, iar Elena Gropoșilă secund.
Pe 4 aprilie 2014, după concedierea lui Denis Lathoud, Gropoșilă a fost anunțată ca antrenor principal al echipei de handbal masculin Dijon Bourgogne Handball. În realitate, echipa a continuat să fie pregătită de secundul Ulrich Chaduteaud, însă acesta nu avea licența de antrenor necesară, iar clubul risca o amendă de 10000 de euro și o penalizare cu 10 puncte în clasament. A fost pentru prima dată în istoria Diviziei 1 franceze când o femeie a fost numită antrenorul unei echipe masculine, chiar și simbolic. Contractele lui Gropoșilă și Chaduteaud expirau pe 30 iunie 2014, dar nu au fost prelungite, pentru că echipa din Dijon a retrogradat.
În 2015, Elena Gropoșilă a devenit antrenor secund la Chevigny Saint Sauveur, echipă la care se afla și în anul 2023.

## Palmares

### Club
Competiții internaționale
- Cupa Orașelor / Cupa Challenge:
  -  Câștigătoare: 2000 (cu Rapid)
  - Finalistă: 2005 (cu Cercle Dijon)
  - Sfert-finalistă: 2007 (cu Cercle Dijon)

- Trofeul Campionilor EHF:
  - Finalistă: 2000[17] (cu Rapid)

Competiții naționale
- Liga Franceză de Handbal:
  - Medalie de bronz: 2002, 2003 (cu Cercle Dijon)

- Cupa Franței:
  - Finalistă: 2002, 2007, 2013 (cu Cercle Dijon)

- Cupa Ligii Franceze de Handbal Franței:
  - Finalistă: 2003, 2007 (cu Cercle Dijon)

### Echipa națională
- Campionatul European pentru Junioare:
  - Locul 4: 1994

- Campionatul European pentru Tineret:
  - Locul 6: 1996

- Campionatul Mondial pentru Tineret:
  -  Medalie de bronz: 1997

- Jocurile Olimpice:
  - Locul 7: 2000